# Port lotniczy Olaya Herrera
Port lotniczy Olaya Herrera (IATA: EOH, ICAO: SKMD) – port lotniczy położony w Medellín, w separtamencie Antioquia, w Kolumbii. Lotnisko nosi nazwę Enrique Olaya Herrera, byłego prezydenta Kolumbii w latach 1930-1934.

## Linie lotnicze i połączenia
- Aerolínea de Antioquia (Acandí, Apartadó, Armenia, Bahía Solano, Bucaramanga, Capurganá, Caucasia, Condoto, Corozal, Cúcuta, El Bagre, Manizales, Montería, Nuquí, Pereira, Quibdó, Remedios, Tolú)
- Aexpa (Condoto, Quibdó, Nuquí, Bahía Solano)
- AIRES (Apartadó, Bucaramanga, Cúcuta, Ibagué, Montería, Pereira, Quibdó)
- EasyFly (Apartadó, Armenía, Bucaramanga, Cúcuta, Montería, Quibdó)
- SATENA (Apartadó, Bahía Solano, Bogotá, Bucaramanga, Cali, Corozal, Montería, Nuquí, Pereira, Quibdó)

### Czartery
- Heliandes
- Searca Colombia
- Sarpa
- Helicol
- TAC Colombia